# Hacker Motor Company

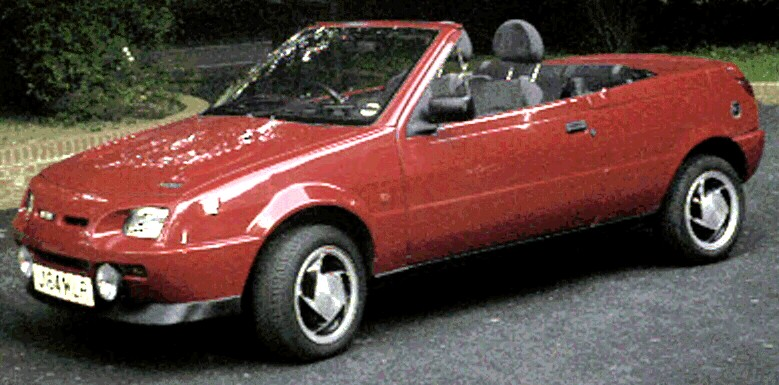
Hacker Maroc

Hacker Motor Company Limited war ein britischer Hersteller von Automobilen.

## Unternehmensgeschichte
Tim Dutton-Woolley, der zuvor Dutton Cars leitete, gründete am 9. Februar 1991 das Unternehmen in Littlehampton in der Grafschaft West Sussex. Er begann mit der Produktion von Automobilen und Kits. Der Markenname lautete Hacker. 2000 endete die Produktion.
The Novus Group aus Bolney in West Sussex von 2000 bis 2002 sowie Minos Cars aus Haywarth Heath in West Sussex unter Leitung von Jim Walmsley im Jahre 2002 setzten die Produktion unter Beibehaltung des Markennamens fort. Insgesamt entstanden etwa 22 Exemplare.

## Fahrzeuge
Das erste Modell war der Maroc. Simon Saunders war der Designer. Die technische Basis bildete der Ford Fiesta. Das offene Fahrzeug hatte eine Karosserie aus Fiberglas. Zunächst war es nur als Komplettfahrzeug zu Preisen ab 13.000 Pfund erhältlich. Zwischen 1993 und 1999 stand auch ein Bausatz im Sortiment.
Ab 2000 hieß das Modell Minos, möglicherweise auch Mirage.